# Ueno Állatkert
Az Ueno Állatkert (恩賜上野動物園; Onsi Ueno Dóbucuen; Hepburn: Onshi Ueno Dōbutsuen) állatkert Tokió Taitó kerületében, a tokiói kormány tulajdonában van. Japán legelső és napjainkban a legnépszerűbb[forrás?] állatkertje, amit 1882. március 20-án nyitottak meg. Öt perces sétára van az Ueno állomástól, ami könnyen elérhető Tokió tömegközlekedési hálózatával. Az Ueno állatkerti függővasút az első egysínű vasút az országban, mely a keleti és nyugati részeket köti össze.
A második világháború alatti bombázásoknál féltek, hogy találat éri az állatkertet is, rászabadítva a vadállatokat Tokió utcáira, ezért a japán hadsereg parancsba adta, hogy az állatok többségét pusztítsák el.
Az óriáspanda, a szumátrai tigris és a nyugat síkvidéki gorilla vezeti az állatkert 422 fajából álló listát (2003 márciusától).  Az Ueno a legváltozatosabb állatkert az országban.
Bizonyos határokon belül az Ueno állatkert megpróbál természetes életkörülményeket nyújtani az állatoknak.
Az Ueno állatkert az Ueno parkban található, egy nagy városi parkon belül, ami több múzeumnak, egy kis vidámparknak és még sok épületnek ad otthont.

## Legfontosabb állatok
Az Ueno állatkert állatai közül néhány:
- Óriáspanda
- Szumátrai tigris
- Gorilla (Nyugat síkvidéki gorilla)
- Ázsiai oroszlán
- Jegesmedve
- Kis panda
- Ázsiai elefánt
- Zsiráf
- Fehér orrszarvú
- Zebra
- Japán makákó
- Japán daru
- Fehérfarkú rétisas
- Kecske
- Juh
- Sertés
- Strucc
- Nyúl